# Kalkkilaudden
Kalkkilaudden är en udde i Finland. Den ligger i Pargas och landskapet Egentliga Finland, i den södra delen av landet, 150 km väster om huvudstaden Helsingfors.
Terrängen inåt land är platt. Havet är nära Kalkkilaudden åt sydväst.  Närmaste större samhälle är Väståboland, 11,5 km nordost om Kalkkilaudden. 